# Снегирёвка (Ленинградская область)
Снегирёвка (до 1948 года Суур-Поркку, Суоппорку, фин. Suur Porkku, Suurporkku) — деревня в  Сосновском сельском поселении Приозерского района Ленинградской области.

## Название
Зимой 1948 года на основании постановления общего собрания колхоза «имени Кирова» деревня Суур-Поркку получила наименование Снегирёвка. Переименование было закреплено указом Президиума ВС РСФСР от 13 января 1949 года.

## История
В 1918 году в деревне открылась школа на 100 учеников. 

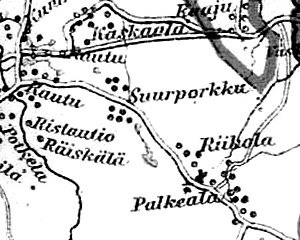
Деревня Суурпоркку на финской карте 1923 года

До 1939 года деревня Суур-Поркку входила в состав волости Рауту Выборгской губернии Финляндской республики, в деревне было 43 дома. Население деревни составляло 153 человека. Имелась своя лесопильня, мельница и магазин. Жители занимались сельским хозяйством. В последние годы перед войной выращивали хорошие урожаи сахарной свёклы. Кроме того занимались торговлей и животноводством. В деревне была своякузница.
С 1 мая 1940 года — в составе Сиркиянсаарского сельсовета Раутовского района.
С 1 июля 1941 года по 31 мая 1944 года финская оккупация.
С 1 октября 1948 года — в составе Гражданского сельсовета Сосновского района. После войны в деревне расположилась центральная усадьба совхоза «Сосновский». В результате последующего укрупнения хозяйств в границы нового территориального образования Снегиревка частично попала также и деревня Рауту.
С 1 января 1949 года учитывается как деревня Снегирёвка.
С 1 октября 1950 года — в составе Сосновского сельсовета Сосновского района.
С 1 декабря 1960 года — в составе Приозерского района. В 1960-е годы были построены: свинарник, электростанция, птичник, молотильный ток, зерносушилка, возникло поселение, насчитывающее более сотни жилых домов.
С 1 февраля 1963 года — в составе Выборгского района.
С 1 января 1965 года — вновь в составе Приозерского района. В 1965 году деревня насчитывала 785 жителей. 
По данным 1966, 1973 и 1990 годов деревня Снегирёвка входила в состав Сосновского сельсовета.
В 1997 году в деревне Снегирёвка Сосновской волости проживали 1411 человек, в 2002 году — 1300 человек (русские — 94 %).
В 2007 году в деревне Снегирёвка Сосновского СП проживали 1700 человек, в 2010 году — 1402 человека.

## География
Деревня расположена в южной части района на автодороге 41К-017 (Пески — Подгорье).
Расстояние до административного центра поселения — 2 км.
Расстояние до ближайшей железнодорожной станции Сосново — 6 км. 
Деревня находится на правом берегу реки Гладыш. На северной окраине деревни находится озеро Подорожное, на восточной — озеро Равнинное.

## Демография
| 2007 | 2010  | 2017  |
| ---- | ----- | ----- |
| 1700 | ↘1402 | ↗1900 |

## Улицы
2-я Садовая, Беговая, Благодатная, Вербная, Гагарина, Горького, Дубовый переулок, Карьерная, Луговая, Майская, Мира, Молодёжная, Набережная, Приозёрная, Просвещения, Пушкинская, Садовая, Светлая, Солнечная, Фруктовая, Хрустальная, Центральная, Школьная.

## Садоводства
Снегири, Сосновские Озёра-1, Сосновские Озёра-2, Сосновские Озёра-3